# Teoria dei valori estremi
La teoria dei valori estremi, in inglese Extreme Value Theory (EVT), è una branca della statistica che studia le deviazioni estreme dalla porzione centrale di una distribuzione di probabilità. La teoria si occupa, in contrapposizione con il teorema del limite centrale, di modellare la probabilità degli eventi estremi, cioè degli eventi che hanno una bassa probabilità di verificarsi. I suoi risultati hanno una notevole rilevanza nella valutazione del rischio che caratterizza questi eventi rari, come ad esempio crolli della borsa valori e i disastri naturali, ma anche in molti campi dell'ingegneria.

## Storia
Le origini di questa teoria si possono far risalire a Nicolas Bernoulli, che nei primi anni del XVIII secolo lavorò sul massimo scostamento rispetto a zero dei numeri generati da distribuzioni statistiche. Successivamente, altri scienziati studiarono le probabilità del verificarsi di eventi rari, ma è solo nel 1927 che Maurice René Fréchet ottiene il primo risultato della teoria alla teoria del valori estremi presentando la Distribuzione di Fréchet. L'anno successivo, nel 1928, Ronald Fisher e Leonard Henry Caleb Tippett mostrano la distribuzione generalizzata dei valori estremi. Un contributo fondamentale alla teoria è stato dato dal matematico tedesco Emil Julius Gumbel, che introdusse la distribuzione negli anni cinquanta.

## Applicazioni
Applicazioni della teoria dei valori estremi sono utilizzate nell'analisi della distribuzione di probabilità di fenomeni quali:
- Inondazioni di estrema gravità;
- Ammontare eccezionale di rimborsi in ambito assicurativo;
- Rischio di mercato;
- Dimensione di onde anomale (piene fluviali).